# Controller-Pilot Data Link Communications
Controller-Pilot Data Link Communications (CPDLC), auch Controller Pilot Data Link (CPDL) genannt, ist eine Technik, mit der Fluglotsen über eine drahtlose Datenverbindung mit Piloten kommunizieren können.

## Bedarf und Nutzen
Die Standardkommunikationsmethode zwischen einem Fluglotsen und einem Piloten ist Sprechfunk: Für die Kommunikation über Kontinenten werden dazu VHF-Frequenzen genutzt (s. VHF Data Link). Für die Kommunikation über Ozeanen werden entweder Kurzwellenfrequenzen (HF) (wie z. B. zwischen Shanwick Oceanic Control und den Flugzeugen über dem Nordatlantik, siehe Shannon Radio) oder Satellitenkommunikation (Inmarsat, Iridium) genutzt.
Eines der Hauptprobleme bei der Sprechfunkkommunikation in der Luftfahrt besteht darin, dass alle Piloten, die von einem bestimmten Fluglotsen betreut werden, die gleiche Frequenz nutzen. Da die Zahl der Flüge, die die Flugverkehrskontrolle abwickeln muss, stetig zunimmt, nimmt auch die Zahl der Piloten, die auf einer Frequenz gleichzeitig sprechen wollen, ebenfalls zu. Dies erhöht die Wahrscheinlichkeit, dass das Gespräch eines Piloten versehentlich das Gespräch eines anderen Piloten stört, sodass die Übertragung wiederholt werden muss. Darüber hinaus erfordert jeder Austausch zwischen Lotse und Pilot eine gewisse Zeit; Wenn schließlich die Anzahl der kontrollierten Flüge einen Sättigungspunkt erreicht, kann der Fluglotse keine weiteren Flugzeuge mehr abfertigen.
Traditionell wurde diesem Problem begegnet, indem man einen gesättigten Flugsicherungssektor in zwei kleinere Sektoren aufteilte, von denen jeder seinen eigenen Fluglotsen hatte und jeweils einen anderen Sprachkommunikationskanal (bzw. Frequenz) nutzte. Diese Strategie weist jedoch zwei Probleme auf:
- Jede Sektor-Teilung erhöht die Menge des „Handover-Verkehrs“. Das ist der Overhead, der mit der Übertragung eines Fluges zwischen Sektoren verbunden ist und einen Sprachaustausch zwischen dem Piloten und beiden Fluglotsen sowie eine Koordination zwischen den Fluglotsen erfordert.
- Die Anzahl der verfügbaren Sprachkanäle ist begrenzt, und in Lufträumen mit hoher Dichte, beispielsweise in Mitteleuropa oder an der Ostküste der USA, ist möglicherweise kein neuer Kanal verfügbar.

In einigen Fällen ist es möglicherweise nicht möglich oder machbar, einen Sektor weiter zu unterteilen.
Um den gestiegenen Anforderungen an die Flugsicherung gerecht zu werden, ist eine neue Strategie erforderlich. Datenbasierte Kommunikation mittels der Controller-Pilot Data Link Communication (CPDLC) bietet eine Möglichkeit der effizienteren Kommunikation zwischen Pilot und Fluglotsen. Sie erlaubt es, die Sprachkommunikation zwischen Pilot und Fluglotse zu reduzieren, ersetzt sie jedoch nicht komplett.

## Grundlagen der CPDLC

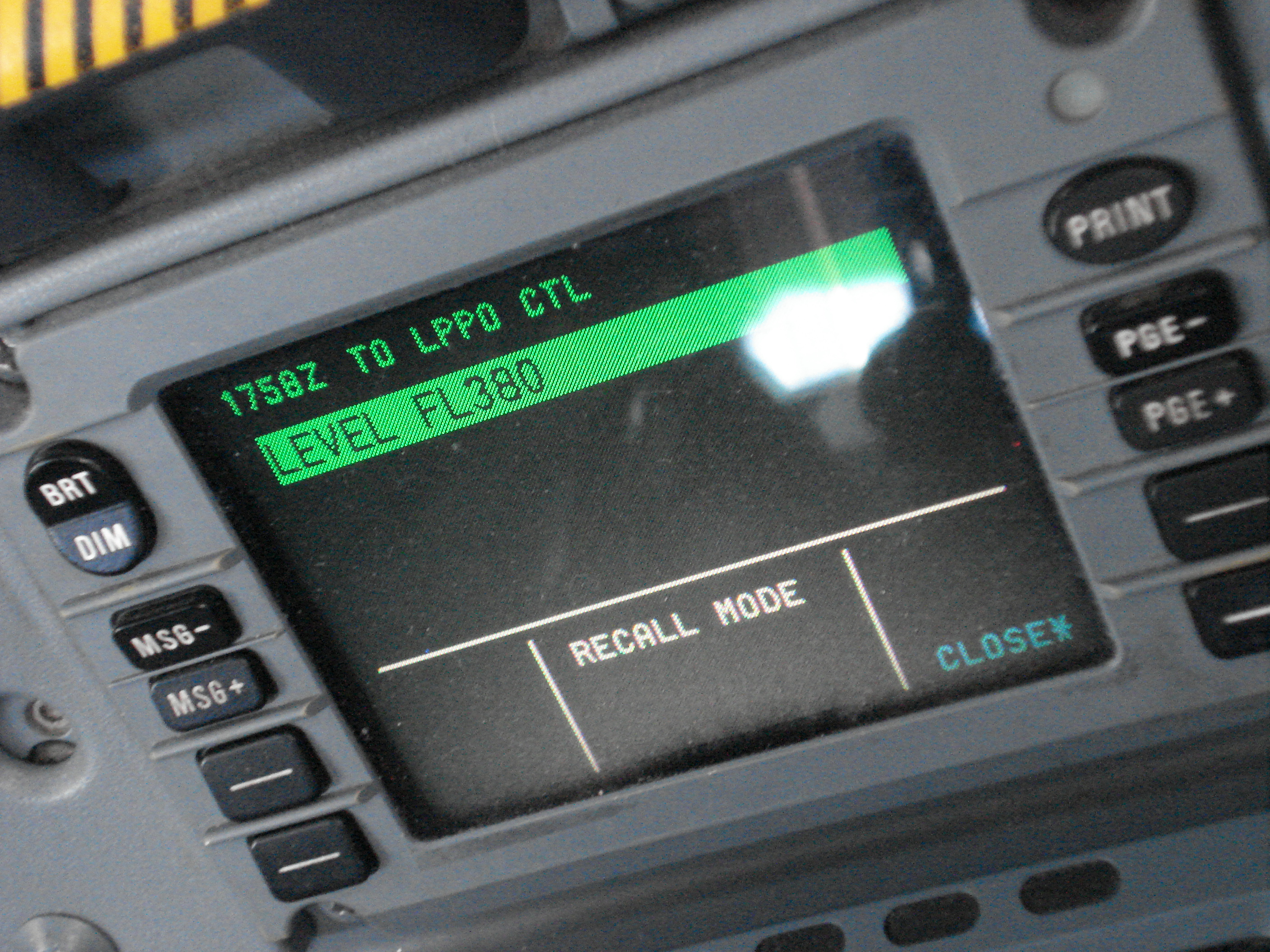
Die Datalink Control and Display Unit (DCDU) bei einem Airbus A330 ist das Piloten-Interface für Aussendung und Empfang von CPDLC-Messages.

CPDLC ist ein Kommunikationsmittel zwischen Fluglotse (Controller) und Pilot, bei dem die Datenverbindung für die Übertragung von Anweisungen der Fluglotsen bzw. Rückmeldung der Piloten verwendet wird.
Die CPDLC-Anwendung stellt die Luft-Boden-Datenkommunikation für die Flugsicherung (englisch: Air Traffic Control, ATC) bereit. Dazu gehört eine Reihe von Freigabe-/Informations-/Anforderungsnachrichtenelementen, die der bei Flugsicherungs-Verfahren verwendeten Sprachphraseologie entsprechen. Der Lotse (engl. Controller) verfügt über die Möglichkeit, Höhenzuweisungen, Kreuzungsbeschränkungen, seitliche Abweichungen, Routenänderungen und -freigaben, Geschwindigkeitszuweisungen, Funkfrequenzzuweisungen und verschiedene Informationsanfragen zu erteilen.
Dem Piloten wird die Möglichkeit gegeben, auf Nachrichten zu reagieren, Genehmigungen und Informationen anzufordern, Informationen zu melden und einen Notfall zu erklären bzw. aufzuheben. Darüber hinaus hat der Pilot die Möglichkeit, bedingte Freigaben (Downstream) und Informationen von einer Downstream-Air Traffic Service Unit (ATSU) anzufordern. Außerdem steht eine „Freitext“-Funktion zum Austausch von Informationen zur Verfügung, die nicht den definierten Formaten entsprechen. Es wird eine Hilfsfunktion bereitgestellt, die es einem Bodensystem ermöglicht, die Datenverbindung zu nutzen, um eine CPDLC-Nachricht an ein anderes Bodensystem weiterzuleiten.
Die Abfolge von Nachrichten zwischen dem Lotsen und einem Piloten im Zusammenhang mit einer bestimmten Transaktion (z. B. Anfrage und Erhalt einer Freigabe) wird als „Dialog“ bezeichnet. Im Dialog kann es mehrere Nachrichtenfolgen geben, die jeweils durch entsprechende Nachrichten, meist Bestätigung oder Akzeptanz, abgeschlossen werden. Das Schließen des Dialogs beendet nicht unbedingt die Verbindung, da es mehrere Dialoge zwischen Fluglotse und Pilot geben kann, während ein Flugzeug den ATSU-Luftraum durchquert.
Der gesamte Austausch von CPDLC-Nachrichten zwischen Pilot und Controller kann als Dialog angesehen werden.
Simulationen, die von der amerikanischen Federal Aviation Administration (FAA) durchgeführt wurden, haben gezeigt, dass der Einsatz von CPDLC dazu führte, dass „die Belegung des Sprachkanals bei realistischen Einsätzen im stark genutzten Lufträumen auf dem Weg um 75 Prozent verringert wurde. Das Nettoergebnis dieser Verringerung der Belegung der Sprachkanäle ist eine höhere Flugsicherheit und Effizienz durch eine effektivere Kommunikation.“

## Implementierung
Ein Vorläufer von CPDLC wurde als Kommunikationskanal des Future Air Navigation System (FANS) zuerst in den 1990er Jahren über dem Pazifik und dann ab 1999 über dem Nordatlantik eingeführt. FANS wird über Ozeanen via Satellitenkommunikation (Inmarsat, Iridium (Kommunikationssystem)) oder (insbesondere in Regionen ohne Satellitenabdeckung, wie z. B. in Polar-Regionen) via Kurzwellen-Datenverbindung (HF-Data-Link, HF-DL) und über Kontinenten via VHF Data Link (VDL) realisiert.
Inzwischen wir das von der Internationalen Zivilluftfahrtorganisation (ICAO) als CPDLC standardisierte Kommunikationsverfahren weltweit implementiert und befindet sich derzeit (2024) in verschiedenen Implementierungsstadien. Das CPDLC-Kommunikationsverfahren sind in ICAO Annex 10 Volume III, Teil 1 Kapitel 3 und im ICAO Global Operational Data Link Document (GOLD) spezifiziert. Der Standard für das Datenübertragungsformat von CPDLC ist in ICAO Doc 4444 (PANS-ATM) Anhang 5 standardisiert. Die Implementierung von CPDLC für die europäischen Luftraumnutzer, die über Flugfläche 285 (FL285) operieren, und die Flugsicherungen (Air Traffic Service Provider, ANSPs) wird in der „Data Link Services Implementing Rule“, DLS-IR der Europäischen Kommission vorgeschrieben. Diese wurde 2009 veröffentlicht und ist seit 7. Februar 2013 anzuwenden. Laut „Commission Implementing Regulation (EU) 2015/310“ der Europäischen Kommission müssen seit Februar 2020 Flugzeuge, die in zentralen Bereichen des Oberen Luftraums von Europa fliegen, mit entsprechender CPDLC-fähiger Avionik ausgerüstet sein.
In Europa wird für CPDLC der VHF Data Link (VDL) verwendet. Die VDL-Bodenstationen werden überwiegend von den Firmen ARINC und SITA betrieben.

## Nutzung von CPDLC in Europa
Die folgenden europäischen Upper Area Control Centers, UACs bieten CPDLC-Dienste an:(Fluginformationsgebiete, Area Control Centre und ) 
- Karlsruhe UAC (EDUU), die Rhein UIR (über FL245) kontrolliert
- London ACC (EGTT), das London UIR (über FL195 oder FL285) kontrolliert
- Maastricht UAC (EDYY), das Amsterdam FIR kontrolliert
- Hannover UIR und Brüssel UIR (über FL245)
- Scottish ACC (EGPX), das Scottish UIR (über FL195, FL245 oder FL255) kontrolliert
- Warszawa ACC (EPWW), die FIR Warszawa kontrolliert
- Budapest ACC, das die ungarische und kosovarische UIR kontrolliert
- Stockholm ATCC (ESOS) und Malmö ATCC (ESMM), die die schwedische FIR kontrollieren
- Canarias ACC (GCCC), die Canarias FIR kontrolliert
- Prague IATCC (LKAA), das Praha FIR, d. h. den tschechischen Luftraum kontrolliert
- Ljubljana ACC (LJLA), die Slovenia FIR kontrolliert
- Vienna ACC, das die  Austrian FIR kontrolliert

Anmerkung: UIR = Upper Flight Information region, FIR = Flight Information Region
Unterstützt werden die Dienste ATC Clearance (ACL), Aircraft Communication Messages (ACM) und Check Mike (AMC), einschließlich des automatischen Uplinks des SSR-Transpondercodes in das Cockpit.

## Erfahrungen mit CPDLC bei EUROCONTROL
Im Maastricht Upper Area Control Center (MUAC) von EUROCONTROL wird seit 2003 die Controller-Pilot-Datalink-Kommunikation (CPDLC) genutzt. Derzeit (2024) erhalten mehr als 65 % des den MUAC-Luftraum kreuzenden Verkehrs einige CPDLC-Freigaben. Es wird als sekundäres Kommunikationsmedium genutzt und ergänzt die VHF-Sprachkommunikation, die nach wie vor das primäre Mittel für die taktische Kommunikation ist.

## Erfahrungen mit CPDLC in Deutschland
Die Fluglotsen der DFS Deutsche Flugsicherung nutzen CPDLC in ihrer Karlsruher Kontrollzentrale (Karlsruhe UAC) für den Oberen Luftraum seit 2012. Vor der Corona-Krise, im Januar 2020, wurden täglich annähernd 4.700 Datalink-Nachrichten zwischen Fluglotsen und Cockpit ausgetauscht. Gelegentlich kommt es zu Abbrüchen bei Datalink-Verbindungen; die Gründe dafür sind sowohl boden- als auch cockpitseitig zu suchen. Einige Avionik-Ausrüstungen sind für das europäische Very High Frequency (VHF) Data Link (VDL) Mode 2 Netzwerk, das für den Austausch der Daten zwischen Flugzeugen und Bodenstationen genutzt wird, nicht geeignet. Für die flüssige Abwicklung des Luftverkehrs, mehr Effizienz und Kapazität ist es notwendig, dass Airlines und Piloten ihre Flugzeuge mit passender, abgestimmter und aktuell gehaltener Avionik ausstatten und diese Daten in der Logon-Liste im Eurocontrol-Netzwerk unter https://ext.eurocontrol.int/WikiLink/index.php/Logon_List einpflegen.